# 艾伦·约翰斯顿
阿倫·莊士敦或艾伦·约翰斯顿（Alan Graham Johnston，1962年5月17日—）英國廣播公司記者，曾經駐守阿富汗、加沙和烏茲別克。當地時間2007年3月12日，他在加沙被綁架。至3月26日，他成為2年以來被囚禁在加沙時間最長的外國人。他的囚禁，惹來巴勒斯坦許多示威，亦令到英國政府第一次需要跟哈馬斯成員會面。7月4日，哈马斯的电视台宣布，约翰斯顿当天凌晨获释。

## 簡介
阿倫·莊士敦是蘇格蘭人，1962年5月17日在坦桑尼亞林迪出生。他畢業於蘇格蘭鄧迪大學英文与政治學系碩士，並取得卡迪夫大學的傳播系文憑 他曾在蘇格蘭杜拉學院進修。

## 新聞工作
阿倫·莊士敦1991年加入英國廣播公司成為駐外特派員, 曾經駐守阿富汗喀布爾和烏茲別克塔什干。 塔利班在阿富汗執政期間, 他正在阿富汗工作。 他原本是英國廣播公司中東新聞局駐加沙全職記者, 駐守期為期3年直至2007年4月1日為止。被綁架之前, 是西方大型傳媒機構唯一的外國記者。
由於莊士敦對加沙當地情況熟悉, 成為其他記者信賴和依靠的好幫手, 英國廣播公司稱他為一位富有經驗且受尊敬的記者。 他負責的一輯關於塔利班政權以後的人民生活的特輯獲得英國新力電台學院銅獎。 巴勒斯坦資訊部長 Mustafa Barghouti 稱呼莊士敦為「巴勒斯坦人民的朋友」, 並指出他「為我們作出過不少功勞」。

## 綁架
2007年3月12日, 莊士敦駕車往耶路撒冷看完牙醫後 進入加沙, 工作完畢回家期間, 他的私家車被發現在街上被棄置。  他的一張名片在現場被發現, 證明他本人曾在車上。 當他沒有向英國廣播公司定期用電話滙報後, 英國廣播公司知道他失蹤。
根據巴勒斯坦警方說法, 有4名持械男子在莊士敦汽車附近出現, 後來被持槍者綁架離開。 巴勒斯坦政府隨即宣佈進入緊急狀態, 並設立路障找尋失蹤莊士敦。

## 各界反應
2007年3月19日，阿倫的父親發表聲明說：“不能這樣對待一個巴勒斯坦人民的朋友，我想對劫持阿倫的人說的是‘請釋放我的孩子，現在，就今天。’”
2007年3月20日，英國外交大臣馬各列特向巴勒斯坦主席阿巴斯提出幫助找尋阿倫的要求。
2007年3月24日，英國主教喬納森稱希望阿倫得到立即釋放，并為之祈禱。
2007年3月26日，英國廣播公司在加沙和倫敦的電視中心之間建立衛星連線，方便員工及時交換關于阿倫的信息。
2007年4月2日，巴勒斯坦記者聯合會在加沙開始了為期3天的示威，要求巴勒斯坦政府加大力度搜尋阿倫下落，并以停止報道政府相關新聞施壓。由300名電視界名人簽名的廣告刊登在英國衛報上，要求阿倫的立即釋放。
2007年4月12日，由英國廣播公司、有線新聞網、天空新聞和半島電視臺英文頻道聯合制作特別節目，要求阿倫的立即釋放，也旨在向大眾宣傳新聞工作的危險性，時長約25分鐘。

## 處決聲明
2007年4月15日, 加沙一個不知名, 自稱与阿爾蓋達組織有聯繫的武裝組織發電郵到傳媒機構，表示稍後會發放殺死莊士敦的錄影片段。
2007年4月19日, 巴勒斯坦政權主席馬哈茂德·阿巴斯在瑞典首都斯德哥爾摩向外宣稱, 根據巴勒斯坦情報機構報告, 阿倫·莊士敦仍然在生。